# Маркіш Перец Давидович
Перец Давидович Маркіш (25 листопада (7 грудня) 1895, Полонне, Волинська губернія, Російська імперія — 12 серпня 1952, Москва, Російська РФСР) — радянський поет та письменник, драматург  єврейського походження з України, писав мовою їдиш. Батько О.Рапай-Маркіш. Учасник 1-ї та 2-ї світових воєн.

## Життєпис
Народився 25 листопада (7 грудня) 1895 в містечку Полонне на Волині, нині місто Хмельницької області. Уже з трьох років почав навчатися в хедері та співав у синагогальному хорі у Чуднів-Волинському, де до нього приходять перший успіх і слава. Згодом його запрошують на гастролі у Бердичів. З часом повертається до Полонного. Працює конторником в ощадно-позичковому товаристві. Звідти його звільнили за те, що влаштував на ночівлю трупу бродячих єврейських артистів. Пише перші вірші.
Маркіш знову залишає Полонне, їде на Південь, відвідує Кишинів, Балту, Одесу. Працює поденником, репетитором, збирачем винограду. 
Під час Першої світової війни рядовий царської армії був поранений і Лютневу революцію зустрів у шпиталі. Вперше публікує свої вірші мовою їдиш. У Києві Маркіш знайомиться з єврейськими поетами — Давидом Гофштейном, Левом Квітко, Ошер Шварцманом.
Дебютував віршами російською мовою 1912 року в одеській періодиці, мовою ідиш  - у 1917 році у катеронославській газеті "Кемфер" ("Борець") та у 1918р.в альманасі "Ейгнс" ("Рідні, Київ).
В Катеринославській більшовицькій газеті друкує перший вірш «Бійці». У 1918 пише першу поему «Волинь» (про патріархальний містечковий побут), яка разом зі збіркою віршів «Пороги» висунула його в перший ряд єврейських письменників.
Один за одним виходять збірники поезій «Неприкаяний» (1919), «Витівки» (1919), "Пороги" (1919)
В Україні йшла громадянська війна. Збірники поета, що виходили в Катеринославі: «Просто так» (1921), «Нічний грабіж» (1922), проникнуті настроями скорботи.
У 1921-1926 живе у Варшаві, Берліні, Парижі, Лондоні, Римі, де багато пише і публікується. Учасник гурту «Халястра».
У 1926 повернувся до СРСР. Входив до керівництва Союзу письменників СРСР: обраний керівником Єврейської секції Спілки письменників і нагороджений Орденом Леніна. Трагічні мотиви прозвучали в поемі «Купа» (1920) про єврейські погроми в Україні. Творить поезію, прозу, драматичні твори, виступає як публіцист, критик, літературознавець. Ще в 1928 році розпочав поему «Спадщина» про фаянсовий завод та картонну фабрику, але твір так і лишився недописаним.
Серед книг довоєнного періоду найвідоміші історично-побутові романи «Повсякчас» (1929), «Сам на сам» (1934), епічна поема «Брати» (1929—1941), збірки віршів «Заклеєні циферблати» (1929), «Земля батьків» (1938), монографія «Міхоелс» (1939). Роман «Крок поколінь» — про героїзм борців Варшавського гетто — опублікував лише в 1968 році. На сценах єврейських і російських театрів ідуть його п'єси: «Земля» (1930), «Не журись» (1931), «Сім'я Овадіс» (1937), «Повстання в гетто» (1930—1946). Серед найвідвідуваніших вистав у сезоні 1937-1938 р.р. стала постановка п'єси "Мішпохе Овадіс" ("Сім'я Овадіс") Переца Маркіша (реж.Н.Лойтер, худ. Л.Склютовський).
У 1940 році написана поема «Єврейські танцівниці». Надрукована в 1942 р. Завершив роботу над поемою "Ферцикйорікер ман" ("Сорокарічний") - епічним полотном, що охоплює єврейську історію від біблійних часів до російської революції.
Під час Другої світової війни перебував в діючій армії фронтовим журналістом. Пише поему «Війна», яка стала одним з перших епічних творів про битву з нацизмом, писав упродовж усієї німецько-радянської війни, але вийшла вона лише у 1948 році.
Перец Маркіш був активним діячем Єврейського антифашистського комітету, редагував збірку «До перемоги» (1944) та літературно-художній альманах «Батьківщина» (1947—1948).
Незважаючи на те, що Маркіша було нагороджено орденом Леніна і визнано найвидатнішим єврейським письменником, ще на початку 30-х років його звинувачували за прояви національної обмеженості.
У ніч з 27 на 28 січня 1949 його заарештовано як члена президії Єврейського антифашистського комітету. Засуджено військовим трибуналом на закритому процесі. Утримувався у Лефортовській в'язниці 3,5 років. 12 серпня 1952 розстріляно в Бутирській в'язниці. Через три роки реабілітовано.
Творчості Маркіша характерні експресивність, яскравість мовних засобів, епічна широта змалювання історії єврейського народу. Українською мовою окремі твори переклала В.Богуславська.

## Праці
Автор книг «Брат», «Війна», «Чортополох», «З століття в століття», «Міхоелс» (монографія).
Співавтор сценарію фільму «Повернення Нейтана Беккера» (1932).

## Переклади українською мовою
- Перец Маркіш. Вибране: Вірші і поеми / пер. з ідиш.: В. Богуславська. — Київ: Дух і літера, 2002. — 331 с. ISBN 966-7273-23-7